# الفاشية في أمريكا الشمالية
تتمتع الأيديولوجيا السياسية للفاشية بتاريخ طويل في أمريكا الشمالية، إذ ظهرت أوائل الحركات بعد فترة قصيرة من صعود الفاشية في أوروبا.

## كندا
في كندا، انقسمت الفاشية بين حزبين سياسيين رئيسيين، اتحاد الفاشيين الكنديين الذي كان مقره يقع في مدينة وينيبيغ والحزب المسيحي الاشتراكي القومي، والذي أعيدت تسميته لاحقًا إلى حزب الوحدة الاشتراكي القومي الكندي. بني اتحاد الفاشيين الكنديين على نموذج الاتحاد الفاشيين البريطانيين وكان تحت قيادة تشاك كريت. وتأسس حزب الوحدة الاشتراكي القومي الكندي على يدي أدريان أركاند واستلهم أفكار النازية. لم يصل اتحاد الفاشيين الكنديين في كندا الإنجليزية في أي يوم إلى مستوى الشعبية الذي تمتع به الحزب المسيحي الاشتراكي القومي في كيبيك. ركز اتحاد الفاشيين الكنديين على قضايا اقتصادية، في حين ركز الحزب المسيحي الاشتراكي القومي على مواضيع عرقية. بلغ نفوذ الحركة الفاشية الكندية ذروته خلال الكساد الكبير وانخفض بعده.

## أمريكا الوسطى
بصفته حركة هامشية، كان الحزب النازي ناشطًا في صفوف المهاجرين الألمان في السلفادور، حيث شنت الحكومة حملات قمع استهدفت أنشطته، وفي غواتيمالا، التي حظرت الحزب النازي ومنظمة شباب هتلر في شهر مايو من عام 1939. وتنظموا أيضًا في نيكاراغوا، على الرغم من أن الفلانخية كانت أكثر أهمية، وبصورة خاصة في جامعة أمريكا الوسطى في ماناغوا، حيث ازدهرت هذه النسخة من الفاشية في الثلاثينيات من القرن العشرين.

### كوستاريكا
أشير إلى وجود شخصيات متعاطفة مع النازية في المناصب السياسية العليا لإدارتي ليون كورتيس كاسترو ورافايل أنجيل كالديرون غوارديا. ونظر إلى كورتيس على أنه متعاطف لكونه مرشحًا رئاسيًا وأمضى فترة من الوقت في ألمانيا النازية.
في الثلاثينيات من القرن العشرين، تطورت حركة متعاطفة مع النازية في أوساط تجمع كبير من الألمان. والتقى مناصرو النازية في نادي ألماني محلي. 
خلال رئاسة كالديرون جوارديا، أعلنت كوستاريكا الحرب على الرايخ الثالث، الأمر الذي أفضى إلى سجن العديد من المواطنين والمقيمين الألمان والإيطاليين. وأممت ممتلكاتهم على الرغم من حقيقة أن الغالبية العظمى منهم لم تكن تمتلك صلات مع النازية أو الفاشية. وكانت الأصول الفكرية للعرقية والاتهامات بتفوق عرقي أوروبي في كوستاريكا قد سبقت هذا الحدث. على سبيل المثال، نشر العالم الكوستاريكي كلودوميرو بيكادو توايت كتابات عرقية أسهمت في هذه الأيديولوجيات.

### بنما
كان أرنولفو أرياس من بنما الزعيم من أمريكا الوسطى الذي اقترب كثيرًا من أن يصبح فاشيًا محليًا يتمتع بأهمية، والذي أصبح خلال الأربعينيات من القرن العشرين معجبًا بشدة بالفاشية الإيطالية ومؤيدًا لها في أعقاب وصوله إلى الرئاسة في عام 1940.

## الكاريبي
كانت الفاشية نادرة في السياسة الكاريبية، للأسباب ذاتها التي جعلتها نادرة في أمريكا الوسطى وأيضًا بسبب استمرار الكولونيالية حتى الخمسينيات من القرن العشرين. إلا أن الحركة الفلانخية كانت نشطة في كوبا، وبصورة بارزة في ظل أنتونيو أفيندانو وألفونسو سيرانو فيلارينو منذ عام 1936 حتى عام 1940. وكان حزب نازي كوبي نشطًا أيضًا وحاول تغيير اسمه إلى «حزب الطابور الخامس»، إلا أنه حظر في نهاية المطاف في عام 1941. وكما في كوبا، كانت المجموعات الفلانخية نشطة في بويرتوريكو، ولا سيما خلال الحرب العالمية الثانية، حيث أجرى مكتب التحقيقات الفيدرالي تحريات عن فرع يضم 8000 عضو.

## المكسيك
في عام 1922، تأسس الحزب الفاشي المكسيكي من قبل غوستافو ساينز دي سيسيليا. لم ينل الحزب الجديد أي رضى من قبل الفاشييين الإيطاليين، وفي عام 1923، ذكر السفير الإيطالي أن «الحزب لم يكن أكثر من محاكاة سيئة لحزبنا».
تأسس اتحاد الحكم المشترك القومي في عام 1937 من قبل خوسيه أنتونيو أوركويزا. تبنت المجموعة بعض جوانب العصبية القومية الخاصة بالعود الطوري، والذي يشكل مبدأ رئيسيًا في الفاشية، إذ كانت تهدف إلى إحداث إعادة بعث مجتمعي، ونأت بنفسها عن اللاسلطوية والشيوعية والاشتراكية والليبرالية والماسونية والعلمانية والنزعة الأمريكية، التي كان يعتقد أنها كانت سائدة في المكسيك. إلا أن المجموعة اختلفت عن الفاشية الأوروبية من ناحية أنها كانت شديدة الكاثوليكية الرومانية بطبيعتها. وعلى الرغم من دعمها للنقابوية، يمكن القول إن اتحاد الحكم المشترك القومي كان معاديًا للثورات بدرجة أكبر بكثير من أن يعتبر فاشيًا حقيقيًا.
وتأسست مجموعة مماثلة، القمصان الذهبية، في عام 1933 من قبل نيكولاس رودريجيز كاراسكو، والتي حملت أيضًا بعض سمات الفاشية.
تشكلت أيضًا مجموعة التقليديين الإسبان الفلانخيين في المكسيك من قبل تجار إسبان كانوا متمركزين هناك وعارضوا مستوى الدعم الثابت الذي منحه لازارو كارديناس للجمهوريين خلال الحرب الأهلية الإسبانية. إلا أن المجموعة كانت هامشية لأنها لم تسع إلى نيل أي درجة من النفوذ خارج كتلة المهاجرين هذه. وكانت مجموعة الحزب المكسيكي الاشتراكي القومي نشطة أيضًا، وكان معظم أعضائها الذين بلغ عددهم ١٥ ألف عضو من خلفية ألمانية.
تأسست مجموعة أكثر حداثة، الجبهة القومية في المكسيك، في سان لويس بوتوسي في عام 2006 على يدي خوان كارلوس لوبيز لي. وروجت بقوة لأيديولوجيا الاسترداد.

## الولايات المتحدة
وفقًا لمزاعم العالمين غابرييل دي روسينفيلد وجانيت وورد، تعود جذور الفاشية في الولايات المتحدة إلى أواخر القرن التاسع عشر، خلال إقرار قوانين جيم كرو في أمريكا الجنوبية، وصعود خطاب تحسين النسل في الولايات المتحدة وازدياد حدة عداء الأهلانية ورهاب الأجانب حيال المهاجرين الأوروبيين. خلال أوائل القرن العشرين، تشكلت مجموعات عديدة في الولايات المتحدة. صنف مؤرخون معاصرون هذه الجماعات بوصفها منظمات فاشية، وكانت إحداها كو كلوكس كلان. خلال العشرينيات من القرن العشرين، كتب علماء أمريكيون في أحيان كثيرة حول صعود الفاشية الإيطالية في ظل بينيتو موسوليني، إلا أن قلة منهم أيدها، إلا أن سياسات موسوليني الفاشية نالت بالفعل في البداية دعمًا واسعًا بين الأمريكيين الإيطاليين. خلال الثلاثينيات من القرن العشرين، أسس فيرجيل إيفينغر الفيلق الأسود شبه العسكري، وهو فرع عنيف من كو كلوكس كلان سعى إلى إقامة الفاشية في الولايات المتحدة بإطلاق ثورة ضد الحكومة الفيدرالية. على الرغم من أنه كان مسؤولًا عن عدد من الهجمات، كان الفيلق الأسود صغير التكوين وتلاشى بصورة تدريجية.
وفقًا لنعوم تشومسكي، في كتابه الهيمنة أو النجاة: سعي أمريكا للهيمنة العالمية الصادر عام 2003، أثار صعود الفاشية في أوروبا خلال فترة ما بين الحربين مخاوف في الولايات المتحدة، إلا أن الطبقة الحاكمة في أمريكا، بما في ذلك الموظفين الحكوميين ورجال الأعمال وأعضاء آخرين من النخبة، نظرت إلى الأنظمة الفاشية الأوروبية نظرة إيجابية إلى حد بعيد. حاجج تشومسكي أن ذلك كان يعود إلى حقيقة أن التفسيرات الفاشية للعصبية القومية أتاحت لأمة أن تنال درجة كبيرة من النفوذ الاقتصادي في العالم الغربي وأتاحت لحكومة أمة أن تدمر اليساريين والحركات العمالية. كان ويليام فيليبس، الذي شغل منصب السفير الأمريكي إلى إيطاليا، «معجبًا بشدة بجهود بينيتو موسوليني لتحسين ظروف الجماهير» ووجد «أدلة قوية» تدعم المحاججة الفاشية بأنها «تمثل الديمقراطية الحقيقية بقدر ما يكون رفاه الشعب هدفها الرئيسي». وجد فيليبس إنجازات موسوليني «مذهلة [و] مصدر دهشة دائمة» وأعجب بشدة ب«خصاله الإنسانية العظيمة».